# 장홍준
장홍준은 내셔널지오그래픽 코리아 네트워크의 제1~4대 대표이사였다.

## 개요
장홍준은 대한민국의 다큐멘터리 감독으로, 내셔널지오그래픽 코리아 네트워크대표이사를 지냈다. 내셔널지오그래픽 코리아 네트워크 창립자이기도 하다. 그는 심근경색으로 오랬동안 항암치료를 했다.